# NGC 1160
NGC 1160 is een spiraalvormig sterrenstelsel in het sterrenbeeld Perseus. Het hemelobject werd op 7 oktober 1784 ontdekt door de Duits-Britse astronoom William Herschel.

## Synoniemen
- PGC 11403
- UGC 2475
- MCG 7-7-14
- ZWG 540.27
- KCPG 86A
- IRAS02579+4445